# Charles FitzRoy (3e baron Southampton)
Pour les articles homonymes, voir Charles FitzRoy.
Charles FitzRoy, 3e baron Southampton (28 septembre 1804 - 16 juillet 1872) est un pair britannique.

## Biographie
Fils de George FitzRoy, 2e baron de Southampton, il succède à son père en 1810. Il est le petit-fils de Charles FitzRoy (1er baron de Southampton) et Anne Warren, la fille et cohéritière de Peter Warren.
Le 23 février 1826, il épouse Harriet Stanhope, petite-fille de William Stanhope (2e comte de Harrington). Ils n'ont pas d'enfants. Elle est décédée en 1860.
Southampton prend son siège à la Chambre des lords le 10 juin 1828. Il est à l'origine un whig en politique, mais après avoir voté contre le Reform Act 1832, il devient conservateur. Il est Lord Lieutenant du Northamptonshire, de 1867 jusqu'à sa mort. Son siège est Whittlebury Lodge, Towcester, Northamptonshire.
En 1842, après avoir été (neuvième) maître de la chasse de quorn de 1827 à 1831, il prend la maîtrise de la chasse de Grafton de George FitzRoy (4e duc de Grafton), le cousin de son père, et en reste le maître jusqu'en 1862.
À sa retraite de la maîtrise de la chasse de quorn, il vend ce pack à Harry Goodricke, 7e baronnet. Pour le Grafton, il achète des chiens au magnat de la brasserie Harvey Combe, qui les a achetés au célèbre sportif George Osbaldeston ; en 1847, d'autres chiens sont achetés au 4e comte appauvri de Shannon. Lord Southampton chasse avec la meute Grafton entièrement à ses propres frais, sans abonnement d'aucun membre de la Chasse.
William Webb le dépeint comme le maître de la Grafton Hunt vers 1845. Whittlebury est au cœur de la Grafton Hunt, sur le domaine FitzRoy du duc de Grafton, dont l'un des sièges est Wakefield Lodge, à proximité.
Le 25 février 1862, il épouse Ismania Catherine Nugent, dont il a cinq enfants:
- Ismay Mary Helen Augusta FitzRoy (13 avril 1863-22 avril 1952), épouse le Rév. Lord Charles Edward FitzRoy ; mère de Charles FitzRoy (10e duc de Grafton)
- Frederica Louise FitzRoy (1864-9 avril 1932), mariée à Percy Crutchley et mère de Victor Crutchley
- Blanche Georgiana FitzRoy (1865-28 novembre 1944), épouse Edward Douglas-Pennant (3e baron Penrhyn) (en)
- Charles Henry FitzRoy, 4e baron Southampton (1867–1958)
- Edward Algernon FitzRoy (1869–1943), qui est président de la Chambre des communes de 1928 jusqu'à sa mort, et dont descend le vicomte Daventry.